# Oritrophium
Oritrophium es un género de plantas con flores perteneciente a la familia  Asteraceae. Comprende 24 especies descritas y solo 19 aceptadas.

## Taxonomía
El género fue descrito por (Kunth) Cuatrec. y publicado en Ciencia (Mexico) 21: 21. 1961.

## Especies seleccionadas
A continuación se brinda un listado de las especies del género Oritrophium aceptadas hasta junio de 2012, ordenadas alfabéticamente. Para cada una se indica el nombre binomial seguido del autor, abreviado según las convenciones y usos.
- Oritrophium blepharophyllum (S.F.Blake) Cuatrec.
- Oritrophium cocuyense (Cuatrec.) Cuatrec.
- Oritrophium crocifolium (Kunth) Cuatrec.
- Oritrophium durangense G.L.Nesom
- Oritrophium figueirasii Cuatrec.
- Oritrophium granatum Cuatrec.
- Oritrophium hieracioides (Wedd.) Cuatrec.
- Oritrophium hirtopilosum (Hieron.) Cuatrec.
- Oritrophium limnophilum (Sch.Bip.) Cuatrec.
- Oritrophium llanganatense Sklenář & H.Rob.
- Oritrophium marahuacense Steyerm. & Maguire
- Oritrophium mucidum Cuatrec.
- Oritrophium nevadense (Wedd.) Cuatrec.
- Oritrophium ollgaardii Cuatrec.
- Oritrophium orizabense G.L.Nesom
- Oritrophium peruvianum (Lam.) Cuatrec.
- Oritrophium repens (Kunth) Cuatrec.
- Oritrophium tergoalbum (Cuatrec.) Cuatrec.
- Oritrophium venezuelense (Steyerm.) Cuatrec.